# Aleksandr Lazutkin
Aleksandr Ivanovič Lazutkin (in russo: Александр Иванович Лазуткин; Mosca, 30 ottobre 1957) è un cosmonauta russo.
Ha volato sulla missione Sojuz TM-25 verso la stazione spaziale Mir. Ha trascorso 184 giorni, 22 ore e 07 minuti nello spazio.